# Сімона Поп
Сімона Поп (рум. Simona Pop; нар. 25 грудня 1988 року, Сату-Маре, Трансільванія, Румунія), до шлюбу Сімона Дяк (рум. Simona Deac) — румунська фехтувальниця (шпага), олімпійська чемпіонка 2016 року в командній шпазі, дворазова чемпіонка Європи, призерка чемпіонатів світу та Європи.

## Виступи на Олімпіадах
| Олімпіада | Дисципліна          | Місце |
| --------- | ------------------- | ----- |
| Ріо 2016  | індивідуальна шпага | 33    |
| Ріо 2016  | командна шпага      | 1     |